# ماریا کولاتا کولینو
ماریا کولاتا کولینو (انگلیسی: Maria Consolata Collino؛ زادهٔ ۹ دسامبر ۱۹۴۷) ورزشکار شمشیربازی اهل ایتالیا است.
وی در مسابقات کشوری و بین‌المللی در مجموع برندهٔ ۱ مدال نقره شده‌است.